# Hypothyris peruviana
Hypothyris peruviana är en fjärilsart som beskrevs av Otto Staudinger 1885. Hypothyris peruviana ingår i släktet Hypothyris och familjen praktfjärilar. Inga underarter finns listade i Catalogue of Life.